# Евгени Попсимеонов
Евгени (Поп)симеонов, наричан Клинчарот, е български революционер, деец на Вътрешната македоно-одринска революционна организация и на Вътрешната македонска революционна организация.

## Биография
Евгени Попсимеонов е роден през 1872 година в кичевското село Вранещица, тогава в Османската империя. Племенник е на Тома Николов, български духовник и революционер от ВМОРО. По професия Евгени Попсимеонов е учител, а от 1904 година е член на Битолския окръжен революционен комитет. Не успява да бъде разкрит след Лигушевата афера от 1906 година, но през 1908 година е осъден на доживотен затвор. По-късно през юли същата година след Младотурската революция е амнистиран.
През 1926 година е избран за член на окръжното ръководството на ВМРО в Битоля заедно с Кръстьо Франчев и Илия Коцарев.